# آنتیوپ (کمیک)
ژنرال آنتیوپ (به انگلیسی: General Antiope)، یک شخصیت خیالی ابرقهرمان در کتاب‌های کامیک آمریکایی منتشر شده توسط دی‌سی کامیکس است. شخصیت آنتیوپ توسط جورج پرز بر اساس آنتیوپ، ملکهٔ آمازون‌ها در اساطیر یونانی خلق شده است، که برای اولین بار در شمارهٔ ۳۱۲ زن شگفت‌انگیز (فوریه ۱۹۸۴) حضور پیدا کرد. در کمیک‌ها، او خواهر آمازونی ملکه هیپولیتا، و خالهٔ زن شگفت‌انگیز و دانا تروی محسوب می‌شود. او یکی از اعضا و مؤسسین آمازون‌ها به شمار می‌رود، که آن‌ها او را به عنوان جد مقدس پرستش می‌کردند.
رابین رایت بازیگر آمریکایی نقش شخصیت آنتیوپ را در فیلم زن شگفت‌انگیز (۲۰۱۷) ایفا کرده است.